# Thierry Dusserre
Thierry Dusserre (Romans-sur-Isère, 25 luglio 1967) è un allenatore di biathlon ed ex biatleta francese.

## Biografia

### Carriera sciistica
In Coppa del Mondo ottenne il primo risultato di rilievo il 19 gennaio 1989 a Borovec (31°) e il miglior piazzamento il 15 dicembre 1996 a Oslo Holmenkollen (5°).
In carriera prese parte a due edizioni dei Giochi olimpici invernali, Lillehammer 1994 (19° nella sprint, 3° nella staffetta) e Nagano 1998 (50° nella sprint, 46° nell'individuale, 7° nella staffetta), e a sei dei Campionati mondiali, vincendo tre medaglie.

### Carriera da allenatore
Dopo il ritiro è diventato allenatore dei biatleti nei quadri della nazionale francese.

## Palmarès

### Olimpiadi
- 1 medaglia:
  - 1 bronzo (staffetta[2] a Lillehammer 1994)

### Mondiali
- 3 medaglie:
  - 1 argento (staffetta[2] ad Anterselva 1995)
  - 2 bronzi (gara a squadre[2] a Borovec 1993; gara a squadre[2] ad Anterselva 1995)

### Coppa del Mondo
- Miglior piazzamento in classifica generale: 39º nel 1992